# 英雌
英雌（英語：Heroine）指品格優秀、做出超越常人事績的女性。
“英雄”一词可以形容男性或女性，但有时为了作区分，會用“女英雄”、“巾帼英雄”等词特指女性英雄人物。

## 历史
汉语「英雌」一词的创造者，是清末湖北第一位女留學生王蓮。
当时的王莲认为中國沒有女權已數千年。在話語上，歷代儒者称赞歷史上的人物必曰「大丈夫而不曰大女子，曰英雄而不曰英雌，鼠目寸光，成敗論人。」
王莲觉得英雄這個概念是以男性群體為主體的，而同樣杰出的女性人物，前面要加個「女」字，稱之为女英雄，把女性的用語，疊加在原本指涉男性的話語上，这说明了在話語權上，在中国传统思想上女性對男性的依附關係。
于是她發出憤言「實我歷史之污點也」，并发表文章署名「楚北英雌」。「英雌」一詞便橫空問世，從此「英雌」頻繁地出現在報章、新聞和文學作品中，成為當時的流行語。「英雌」顛覆了傳統的男性話語權，打破了英雄獨霸天下的場面，體現了話語上的男女平等，更能凸顯女性的獨立人格，也體現了中國最早的女權主義者熱情報國的赤誠之心。

## 虛構作品
在古典作品中，祝英台和花木蘭分別代表女性在文和武取得成就。
女性武打演員幾乎和華語電影一樣悠久，劇集包括《廉政英雌之火枪柔情》、《绿水英雌》，電影包括《草莽英雌》。
西方影劇作品中較早期的作品有《太空英雌巴巴麗娜》、《齊娜武士公主》等，近幾年則有《神奇女侠》、《驚奇隊長》、《NASA无名英雌》、等。女性動作英雄在賽博龐克類型是常見的角色原型，例如《神經喚術士》的莫莉、《攻殼機動隊》的草薙素子、《駭客任務系列》的崔妮蒂。
另一個常見的是運動主題作品，如《柔道英雌》和《排球英雌》。